# Louise Brooks
Louise Brooks (14 de novembre de 1906, Cherryvale, Kansas – 8 d'agost de 1985, Rochester, New York) fou una actriu estatunidenca que es convertí en una de les cares més famoses del cinema mut. Mary Louise Brooks és coneguda principalment pels seus papers en pel·lícules mudes durant l'última meitat de la dècada dels anys 20 als Estats Units i, sobretot, per tres pel·lícules fetes a Europa entre els anys 1929 i 1930. El seu estil de pentinat, un dels més imitats i influents del cinema, és el tret més característic de la seva imatge.

## Biografia
La seva mare era una pianista de talent. Els seus pares li van inculcar una gran passió pels llibres i la música, però no van ser capaços de protegir-la d'un veí que va abusar sexualment d'ella en diferents ocasions quan tenia 9 anys. Aquests esdeveniments marcaran profundament la seva vida i la seva carrera de ballarina i actriu, activitats per a les quals tenia un do natural.
Va començar la seva carrera en el món de l'espectacle com a ballarina en la companyia de dansa moderna de l'escola de dansa de Denishawn amb Martha Graham, Ruth St. Denis i Ted Shawn, però la seva tossuderia va provocar que hagués d'abandonar la companyia. Sota la protecció d'amics influents, va aconseguir entrar a treballar de ballarina a les Ziegfeld Follies a Broadway on ben aviat va ser descoberta pels estudis de cinema Paramount pels quals va rodar la gran majoria de les seves pel·lícules americanes. El seu primer film va ser The Street of Forgotten Men l'any 1925. De seguida, però, va començar a interpretar papers de protagonista a diferents comèdies lleugeres al llarg dels anys següents. Va començar a ser coneguda a Europa gràcies a un paper de vampiressa en la pel·lícula de Howard Hawks A Girl In Every Port de l'any 1928.
La seva millor actuació en una pel·lícula americana va ser a Beggars Of Life (1928) on interpreta una noia de poble de qui han abusat sexualment i que s'escapa amb dos vagabunds (Richard Arlen i Wallace Beery) que troba en un tren. En aquell moment la seva vida es movia en els cercles de l'alta societat i era una convidada habitual a les festes de la mansió de William Randolph Hearst. El seu pentinat havia esdevingut una moda i moltes dones es tallaven els cabells imitant el seu estil. El cinema sonor entra en escena i, després de negar-se a fer una versió sonora de la seva pel·lícula The Canary Murder Case, marxarà a Europa per rodar amb el gran director expressionista alemany G. W. Pabst. Aquest fet marcarà el punt final de la seva carrera a Hollywood.
A Alemanya protagonitzarà la pel·lícula de G. W. Pabst Pandora's Box (1928) on interpreta Lulú, una vampiressa sexual que acaba assassinada a mans de Jack l'Esbudellador després de portar a tots els seus amants a la perdició. Aquesta pel·lícula és la que va convertir Louise Brooks en un autèntic mite. El film és especialment interessant pel tractament modern que fa de la sexualitat, incloent la primera aparició d'una lesbiana en una pantalla de cinema. Després va rodar el drama social Diary Of A Lost Girl (1929) i Prix de Beaute (1930), aquest últim filmat a França. Aquests tres films van ser severament censurats a l'època perquè se'ls considerava molt "adults" i per l'escàndol provocat pel tractament franc de la sexualitat i per la seva forta crítica social. Aquestes pel·lícules van passar desapercebudes pel gran públic perquè en aquell moment es va produir l'eclosió del cinema sonor i el cinema mut va perdre ràpidament l'atractiu. Avui en dia aquestes tres pel·lícules són considerades obres mestres del cinema mut i l'actuació de Louise Brooks en el paper de Lulú a Pandora's Box és unànimement reconeguda com una de les millors interpretacions de tota la història del cinema.
Louise Brooks és una de les primeres actrius "naturals" del cinema, la seva actuació és molt més subtil i continguda comparada amb els estàndards del cinema mut. En aquella època es va començar a utilitzar el primer pla de manera habitual i el rostre gairebé hipnòtic de Louise Brooks era perfecte per utilitzar aquesta nova tècnica cinematogràfica. La Louise era una actriu difícil de dirigir per la seva tossuderia i pel seu llenguatge barroer, que no dubtava a utilitzar si ho creia necessari. A més a més, va fer-se la promesa de no somriure mai si no li venia de gust. És per això que en la majoria de fotografies la trobem amb una expressió neutral.
En tornar a Hollywood després de l'aventura europea es va trobar que els estudis l'havien posada a la llista negra i ja mai més va tenir l'èxit que havia tingut abans d'anar-se'n cap a Europa. Els grans estudis van fer córrer el rumor que no tenia una bona veu per actuar al cinema sonor, però això no es corresponia amb la realitat. De fet, la seva independència intel·lectual la va posar en conflicte amb els executius dels grans estudis. Després d'aparèixer en petits papers en diverses pel·lícules de Hollywood durant els anys trenta, va abandonar definitivament el cinema el 1938. Dos anys després Brooks va obrir una escola de dansa a Wichita. Posteriorment es va establir a Nova York, on va treballar uns anys als magatzems Saks de la Cinquena Avinguda i, després, va viure d'acompanyant d'homes rics. La Louise va tenir problemes amb l'alcohol durant gran part de la vida.
A principis dels anys 50, els historiadors de cinema francesos van redescobrir la figura de Louise Brooks en una retrospectiva sobre cinema mut a la Filmoteca Francesa i van proclamar que era una icona cinematogràfica que superava fins i tot mites de l'alçada de Marlene Dietrich o Greta Garbo. Ella mateixa va ser la primera sorpresa quan va sentir aquesta notícia. Aquest revifat interès per la seva figura va fer que es fessin diferents retrospectives que van aconseguir rehabilitar la seva reputació als Estats Units. En aquella època es va traslladar a Rochester per viure a prop de la filmoteca de la casa de George Eastman. Amb la seva ajuda, va començar una més que notòria i prestigiosa carrera com a cronista de l'època muda del cinema nord-americà.
Louise Brooks va viure molts anys sola per voluntat pròpia i va morir el 1985, després de patir artritis i enfisema durant els últims anys de la seva vida. Sis anys després de la seva mort, el grup de synthpop Orchestral Manoeuvres in the Dark va dedicar-li una cançó, anomenada "Pandora's Box".

## Filmografia
- Overland Stage Raiders (1938)
- King of Gamblers (1937)
- When You're in Love (1937)
- Empty Saddles (1936)
- Windy Riley Goes Hollywood (1931)
- God's Gift to Women (1931)
- It Pays to Advertise (1931)
- Prix de beauté (1930)
- Das Tagebuch einer Verlorenen (Diary of a Lost Girl) (1929)
- The Canary Murder Case (1929)
- Die Büchse der Pandora (Pandora's Box) (1929)
- Beggars of Life (1928)
- A Girl in Every Port (1928)
- The City Gone Wild (1927)
- Now We're in the Air (1927)
- Rolled Stockings (1927)
- Evening Clothes (1927)
- Just Another Blonde (1926)
- Love 'Em and Leave 'Em (1926)
- The Show Off (1926)
- It's the Old Army Game (1926)
- A Social Celebrity (1926)
- The American Venus (1926)
- The Street of Forgotten Men (1925)